# Gordan Jandroković
Gordan Jandroković, né le 2 août 1967 à Bjelovar en Croatie, est un diplomate et homme politique croate. Il est ministre des Affaires étrangères du 12 janvier 2008 au 23 décembre 2011.

## Biographie
Diplômé de la faculté de génie civil de Zagreb en 1991 puis en sciences politiques en 1993, Gordan Jandroković travaille au sein du ministère croate des Affaires étrangères avant d'être élu membre du Parlement en 2003 sous les couleurs de l'Union démocratique croate (HDZ) et réélu en 2007. Il est nommé ministre des Affaires étrangères et de l'intégration européenne en janvier 2008 dans le gouvernement d'Ivo Sanader et reconduit dans celui dirigé par Jadranka Kosor entre 2009 et 2011. Il est, en outre, vice-président du gouvernement de décembre 2010 à décembre 2011.